# Damian Dacewicz
Damian Dacewicz (ur. 28 września 1974 w Katowicach) – polski siatkarz i trener, wielokrotny reprezentant Polski, olimpijczyk, komentator sportowy.
Uczestnik Igrzysk Olimpijskich w Atlancie w 1996, a także mistrzostw Europy w 1995 i 2003 r. oraz mistrzostw świata 1998. Zawodnik między innymi AZS Częstochowa (1995–2003, dwa tytuły mistrza Polski w 1997 i 1999), Polskiej Energii Sosnowiec (2003–2004, zdobywca pucharu Polski 2004) i Skry Bełchatów (mistrz Polski 2005). W 2006 roku zakończył karierę zawodniczą z powodu problemów zdrowotnych. Występował na pozycji środkowego.
Do 2010 roku trener Pamapolu Siatkarz Wieluń, z którym w 2009 awansował do PlusLigi. W latach 2011–2013 II trener AZS Częstochowa. W 2013 r. objął stanowisko trenera MKS-u Banimex Będzin, z którym również awansował do najwyższej klasy rozgrywkowej. 30 grudnia 2014 roku został zastąpiony przez Włocha Roberto Santilliego.
Obecnie komentator siatkówki na antenie Polsatu Sport.

## Kariera trenerska
| Sezon                     | Klub                    | Funkcja   | Liga     |
| ------------------------- | ----------------------- | --------- | -------- |
| 2007/2008                 | Pamapol Siatkarz Wieluń | I trener  | II liga  |
| 2008/2009                 | Pamapol Siatkarz Wieluń | I trener  | I liga   |
| 2009/2010                 | Pamapol Siatkarz Wieluń | I trener  | PlusLiga |
| 2011/2012                 | AZS Częstochowa         | II trener | PlusLiga |
| 2012/2013                 | AZS Częstochowa         | II trener | PlusLiga |
| 2013/2014                 | MKS Banimex Będzin      | I trener  | I liga   |
| 2014/2015 (do 30.12.2014) | MKS Banimex Będzin      | I trener  | PlusLiga |

Poziom rozgrywek:
     najwyższy ogólnokrajowy
     drugi
     trzeci
     czwarty

## Jako siatkarz

### Sukcesy klubowe
| Klub                     | Osiągnięcie        | Trofeum               | Rok                                    |
| AZS Częstochowa          | Mistrzostwo Polski | złoto · srebro · brąz | 1997, 1999 2001, 2002, 2003 1996, 2000 |
| AZS Częstochowa          | Puchar Polski      | złoto                 | 1998                                   |
| AZS Częstochowa          | Puchar Top Teams   | brąz                  | 2002                                   |
| Polska Energia Sosnowiec | Puchar Polski      | złoto                 | 2004                                   |
| Skra Bełchatów           | Puchar Polski      | złoto                 | 2005, 2006                             |
| Skra Bełchatów           | Mistrzostwo Polski | złoto                 | 2005, 2006                             |

## Jako trener

### Sukcesy klubowe
I liga:
- 2009